# Mohamed Taher Pacha
Mohamed Taher Pacha (en árabe: محمد طاهر باشا‎) (Muhammad Mustafa Shakib Tahir). Nacido en Sarıyer (Estambul) en agosto de 1879 y muerto el 29 de enero de 1970). Miembro de la dinastía otomana Mohammed Ali de Egipto, personalidad deportiva egipicia y fundador de los Juegos Mediterráneos.

## Biografía
Taher Pacha era el único hijo de Su Excelencia Mustafa Sekib Bey y Su Alteza la Princesa Emine Aziza Khanum, hija del Jedive de Egipto Ismail Pacha (1830-1895). Nació en Pembe Yali en Emirgan (distrito de Sarıyer, en el Bósforo). Su madre es conocida por haber mandado construir el suntuoso Palacio de Tahra en El Cairo. Se casó con Su Alteza la Princesa Semiha Hussayn pero no tuvieron descendencia.
Fue el primer presidente del Comité Olímpico de Egipto y también miembro desde 1952 hasta 1957 del Comité ejecutivo del Comité Olímpico Internacional. Hoy en día, es más conocido por proponer, durante los Juegos Olímpicos de Londres 1948, la creación de un evento deportivo que englobase a los países bañados por el Mar Mediterráneo. Su propuesta se materializó con la celebración de los Juegos Mediterráneos de 1951 en Alejandría (Egipto). También fue presidente de varias asociaciones deportivas, entre ellas el Real Automóvil Club de Egipto, Mohammed Ali Club, el Feroussia Club y el Aero Club de Egipto.
En 1950 Taher Pacha funda el Trofeo Taher Pacha del COI, el primer ganador fue el campeón de esgrima belga Paul Anspach en 1951.
En cuanto a su carrera política y diplomática, Taher Pacha fue senador del Reino de Egipto y enviado extraordinario, con el título de ministro plenipotenciario, en Suecia.